# Model t-J
Model t-J – model wyprowadzony z modelu Hubbarda w roku 1977 przez prof. Józefa Spałka oraz prof. Andrzeja M. Olesia. Model opisuje silnie skorelowane układy elektronowe. Jest powszechnie stosowany do opisu stanów nadprzewodnictwa wysokotemperaturowego w domieszkowanych antyferromagnetykach.
Hamiltonian modelu t-J ma postać:
{\displaystyle {\hat {H}}=-t\sum _{ij\sigma }{\hat {a}}_{i\sigma }{\hat {a}}_{j\sigma }^{\dagger }+J\sum _{<ij>}{\vec {S}}_{i}\cdot {\vec {S}}_{j},}
gdzie:
{\displaystyle {\hat {a}}_{i\sigma },{\hat {a}}_{j\sigma }^{\dagger }} – operatory kreacji i anihilacji,
{\displaystyle \sigma } – kierunek spinu,
{\displaystyle J} – całka wymiany {\displaystyle J={\frac {4t^{2}}{U}},}
{\displaystyle U} – oddziaływanie coulombowskie,
{\displaystyle {\vec {S}}_{i},{\vec {S}}_{j}} – spiny w {\displaystyle i}-tym i {\displaystyle j}-tym węźle.